# Bellevalia romana
Pour les articles homonymes, voir Jacinthe.
Jacinthe romaine
Espèce
Classification APG II (2003)
Classification APG III (2009)

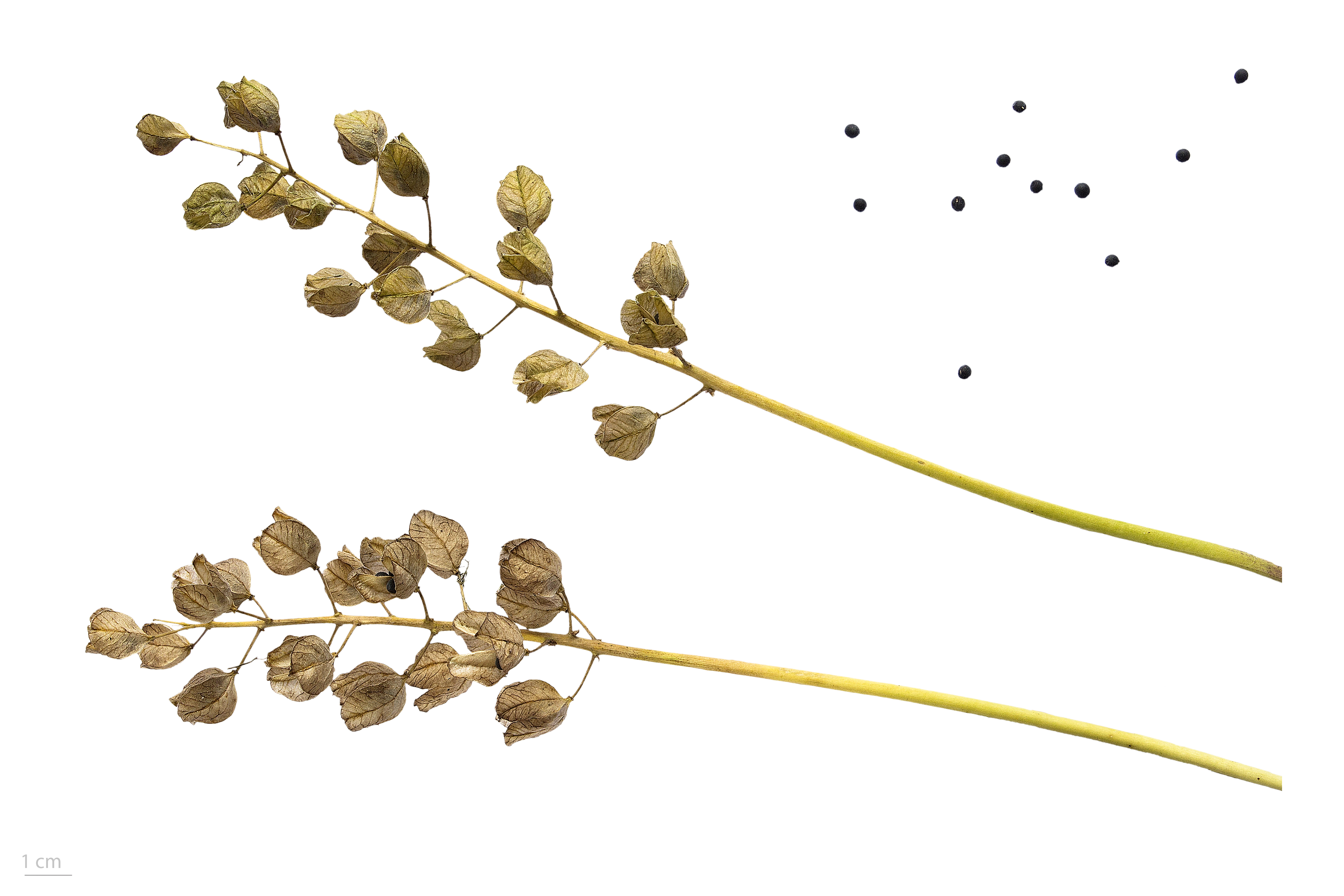
Bellevalia romana - Muséum de Toulouse

Bellevalia romana, la jacinthe romaine est une plante herbacée de la famille des Liliaceae selon la classification classique de Cronquist (1981), ou des Asparagaceae selon les classifications phylogénétiques (classification phylogénétique APG II (2003) et classification phylogénétique APG III (2009)).

## Synonyme
- Hyacinthus romanus L.